# Tormenta de polvo de Australia de 2009

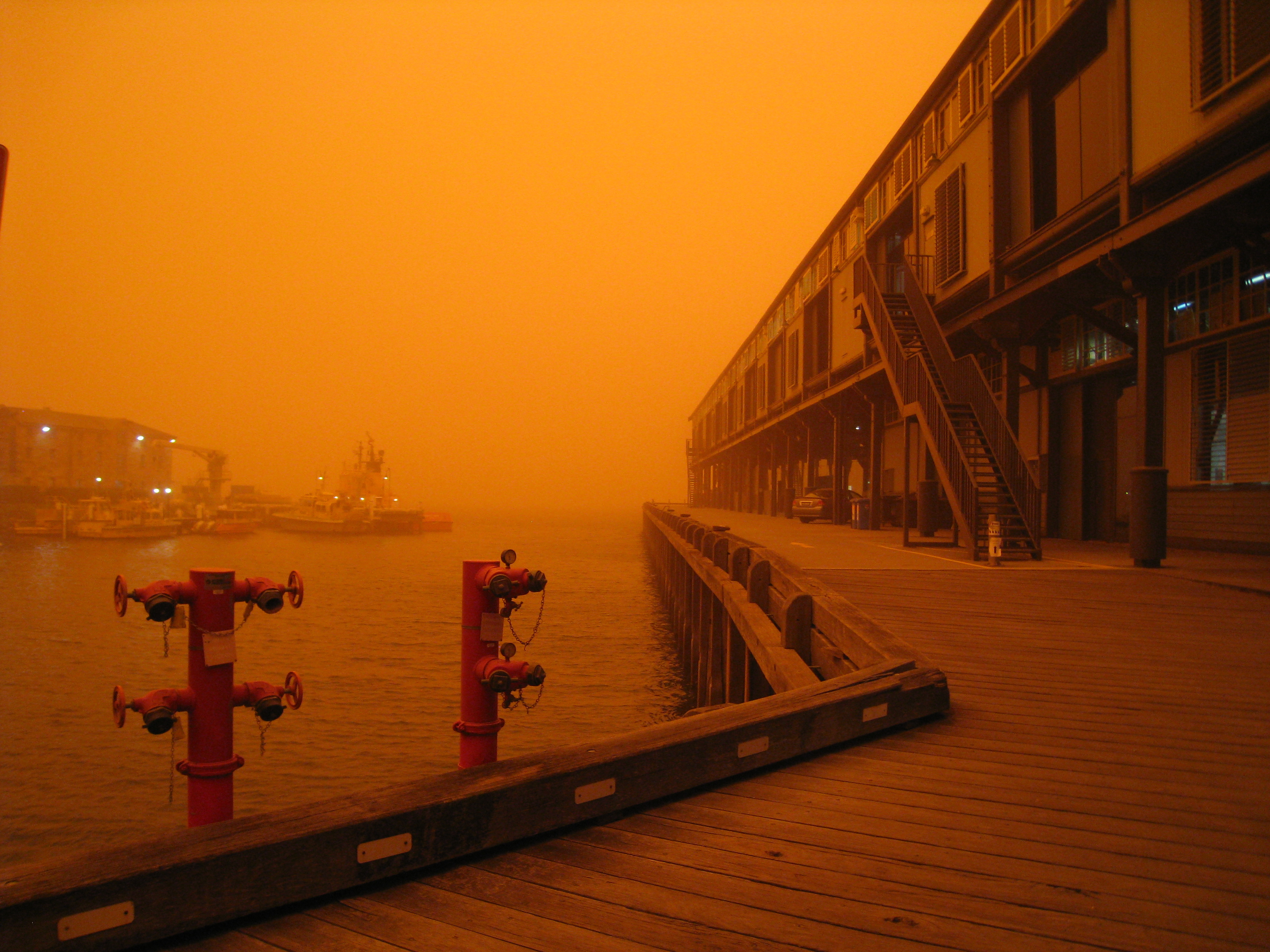
Sídney.

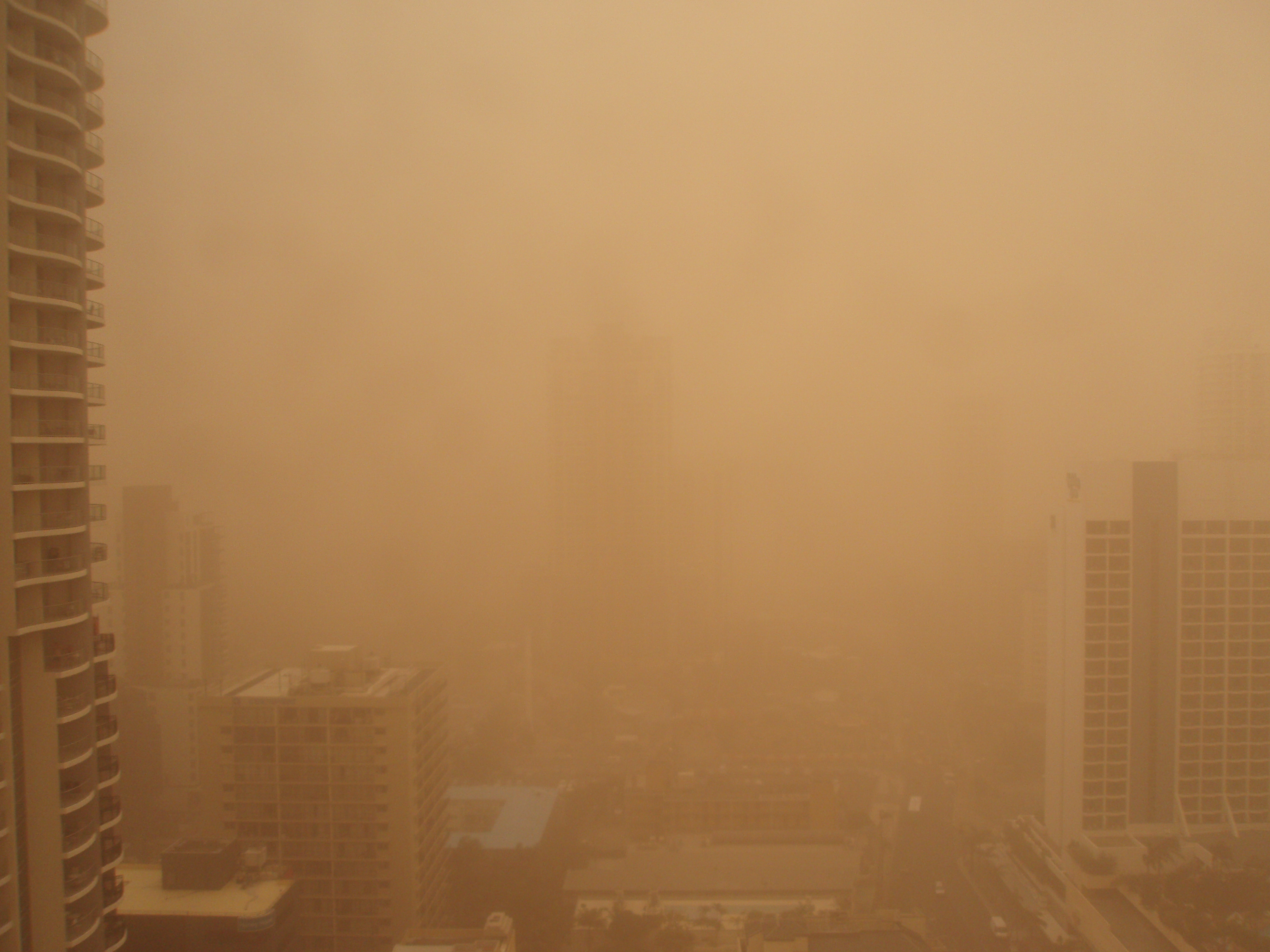
Surfers Paradise, Queensland.

La tormenta de arena y polvo de Australia de 2009 ocurrió en el este de Australia el 22 y 23 de septiembre de ese año. Canberra, la capital australiana, la experimentó el día 22 de septiembre. El día antes había llegado a ciudades de la costa este como Sídney y Brisbane.

## Descripción
La tormenta de arena fue descrita por el Servicio meteorológico de Australia como un acontecimiento bastante increíble que había sido el peor en el estado de Nueva Gales del Sur en setenta años. La tormenta tenía más de 500 km de ancho y 1.000 km de largo y cubrió docenas de poblaciones en dos estados australianos. Las estimaciones apuntan que durante el máximo de la tormenta el territorio australiano perdía 75.000 toneladas de polvo por hora.
El color intenso, marrón y luego amarillo, y la bajada de las temperaturas llevaban a la comparación con un invierno nuclear o el planeta Marte y mucha gente alarmada llamaron a las autoridades por esta razón. Según las autoridades, la causa de la tormenta de arena y polvo fue una intensa zona de bajas presiones que recogió mucho polvo del interior del país que es muy árido.
La tormenta de polvo y arena coincidió con condiciones de viento extremadas en las ciudades de Adelaide y Melbourne. Estas condiciones meteorológicas extremas en Australia tuvieron un eco mundial.